# 知太政官事
知太政官事是飞鸟时代和奈良时代存在的日本律令制下的令外官之一。日本曾先后任命了四名知太政官事：刑部親王、穗積親王、舍人親王和鈴鹿王，四人都是皇室成员。

## 概述
知太政官事的字面意思是“了解太政官的事务”，换句话说就是作为太政官的负责人监督各种太政官事务的职位。第一个被任命为知太政官事的人是天武天皇的儿子刑部親王（忍壁皇子）。刑部親王在703年 (大宝三年)1月被任命为知太政官事，当时《大宝令》已经施行，由于法令设定了太政大臣的官职，但在《大宝令》实施以前大友皇子和高市皇子也曾担任太政大臣，因此太政大臣被认为相当于皇太子，处于和天皇共同统治的政治代理人地位。为避免引起误会，破坏由草壁皇子的男性后裔继承皇位的稳定，而设置知太政官事，取代太政大臣，同时也是天武天皇皇親政治的延續。另外，皇子因皇室出身而被任命为太政大臣，也违背了律令制的理念，即官衔应该随着官员的绩效进步而提高。

## 发展
刑部親王之所以被任命为知太政官事，是因为他主持了《大宝律令》的编纂，是当时皇室中最有权势的成员，备受尊崇。之所以在703年1月任命其为知太政官事，是因为702年 (大宝二年)十二月，持统上皇駕崩，当时在位的文武天皇年仅20岁，为了填补持统上皇駕崩造成的权力真空，同时需要一位有权势的皇室成员来协助天皇，因此任命了刑部親王为知太政官事，发挥太政大臣的功能，同时也是天武天皇皇親政治的延續。
705年 (慶雲2年)5月，刑部親王去世。9月，同是天武天皇儿子的穗積親王被任命为知太政官事。和刑部親王一样，他被任命的原因是因为他是天武天皇当时在世的最年长的皇子。715年 (和銅8年)，穗積親王去世后，知太政官事没有指定继承人。由于此时皇太子首皇子（后来的圣武天皇）的外祖父兼岳父藤原不比等已经成为右大臣，被认为是适合未来太政大臣的重要人物，因此没有必要设置知太政官事。
然而720年 (養老4年)8月，不比等在担任右大臣期间去世。为此，天武天皇的皇子舍人親王在同月被任命为知太政官事。同时，设立临时官职“知五衛及授刀舎人事”，统领中央政府直接管辖的军队，并任命天武天皇之子新田部親王负责该职务。
735年 (天平7年)11月，舍人親王去世，知太政官事的职位再次空缺。这是因为圣武天皇已经35岁，没有必要再设置辅佐官职。然而仅仅两年后，也就是737年9月，高市皇子的儿子、長屋王的弟弟铃鹿王就被任命为知太政官事，这是由于737年发生天平疫病大流行，掌权的藤原四兄弟相继去世，为了应对藤原四兄弟为首的太政官体制几乎被摧毁的紧急情况，而再次任命知太政官事。另外作为從三位参议，皇族出身的铃鹿王被任命为知太政官事也有与橘诸兄、藤原氏制衡的作用。

## 废止
745年九月，铃鹿王去世后，日本不再任命知太政官事。鈴木琢郎解释说，由于橘诸兄有权根据天皇的御旨独立处理政治事务，这导致一切政治决策均由太政官合議协商的原则被打破，知太政官事存在的政治地位和意义下降了。加之与天皇有血缘关系的藤原氏获得辅佐天皇的职权，取代知太政官事的职权。 然而，大约200年后编撰的《延喜式》中有规定：“凡親王知太政官事者。其季禄准右大臣。”这一规定表明时人认为将来也有可能恢复知太政官事的设置。

## 相关文献
- 竹内理三「『知太政官事』考」『律令制と貴族政権』お茶の水書房、1968年。
- 西川重幸「『知太政官事』一試考」横田健一先生還暦記念会編『横田健一先生還暦記念日本史論叢』横田健一先生還暦記念会、1976年。
- 虎尾達哉「知太政官事小考」『古代日本の参議制』吉川弘文館、1998年。
- 鈴木琢郎「知太政官事の制度史的考察」『日本古代の大臣制』塙書房、2018年。